# Alfred Dalin
Anders Peter Alfred Dalin, född 5 april 1855 i Horns socken, Östergötland, död 9 december 1919 i Oscars församling, Stockholm, var en svensk skolman och kulturpersonlighet, som under en följd av år verkade i Huskvarna. Han var föregångsman för skolans utveckling såväl i denna stad som i övriga Sverige. 
Dalin avlade folkskollärarexamen 1876 och fick samma år anställning som lärare vid Maria folkskola i Stockholm. År 1879 anställdes han som folkskollärare i Huskvarna, och 1885 blev han överlärare. Han byggde i Huskvarna upp en mönsterskola, som besöktes i studiesyfte av skolfolk från hela landet. Han har kallats "en märkesman i Huskvarnas historia och utveckling", men arbetade även med nationella skolfrågor. 
År 1896 blev han föreståndare för Huskvarna högre folkskola, samt ordinarie ämneslärare och rektor vid kommunala mellanskolan där 1912. Han blev medlem av centralstyrelsen för Sveriges allmänna folkskollärarförening 1885, vice ordförande 1907 och ordförande 1914. Han var även ledamot av folkundervisningskommittén 1909–1914 och arbetade från 1914 som undervisningsråd i Folkskoleöverstyrelsen.
Dalin var en framstående medarbetare i skolpressen. Han medverkade också vid framtagandet av pedagogiska läroböcker tillsammans med bland andra Fridtjuv Berg. [källa behövs] År 1901 uppmuntrade han Selma Lagerlöf att skriva den bok som hon kom att kalla Nils Holgerssons underbara resa genom Sverige och som utgavs 1906–1907.[källa behövs]
Huskvarna Samrealskola, som tillkom på hans initiativ, var den första i landet där pojkar och flickor blandades. Fler av hans idéer har kommit att förverkligas efter hans död. Den svenska grundskolan anses ha sina rötter i hans föreställningar om undervisningens bedrivande.[källa behövs]
Bland hans egna skrifter märks bland annat Valda bibeltexter (1914) och antologin Svensk vers (1908). Alfred Dalin är begravd på Huskvarna kyrkogård.